# 寺横町 (八戸市)
寺横町（てらよこちょう）は、青森県八戸市の地名。

## 地理
八戸市の中央部に位置し、北に六日町、東に鷹匠小路、南に大工町・鳥屋部町、西に十六日町が面している。地区の面積は4444平方メートル。八戸市中心市街地の区域、吹上地域に属する。

## 地名の由来
南部八戸の城下町によると「町名は天聖寺の東横に位置していたことによる」と記されている。

## 歴史

### 沿革
- 1872年（明治5年）町村役人廃止により大区小区制による地方行政制度に改められる[8]。寺横丁とされ、九大区二小区の42村の一つに含まれた[9]。
- 1889年（明治22年）4月1日 - 町村制施行。寺横丁は三戸郡八戸町に属する。
- 1929年（昭和4年） 市制施行に伴い、寺横町は八戸市に属する[10]。

## 世帯数と人口
| 字         | 世帯数 | 人口 |
| 大字寺横町 | 4世帯  | 6人  |
| 合計       | 4世帯  | 6人  |